# Bernshausen (Seeburg)

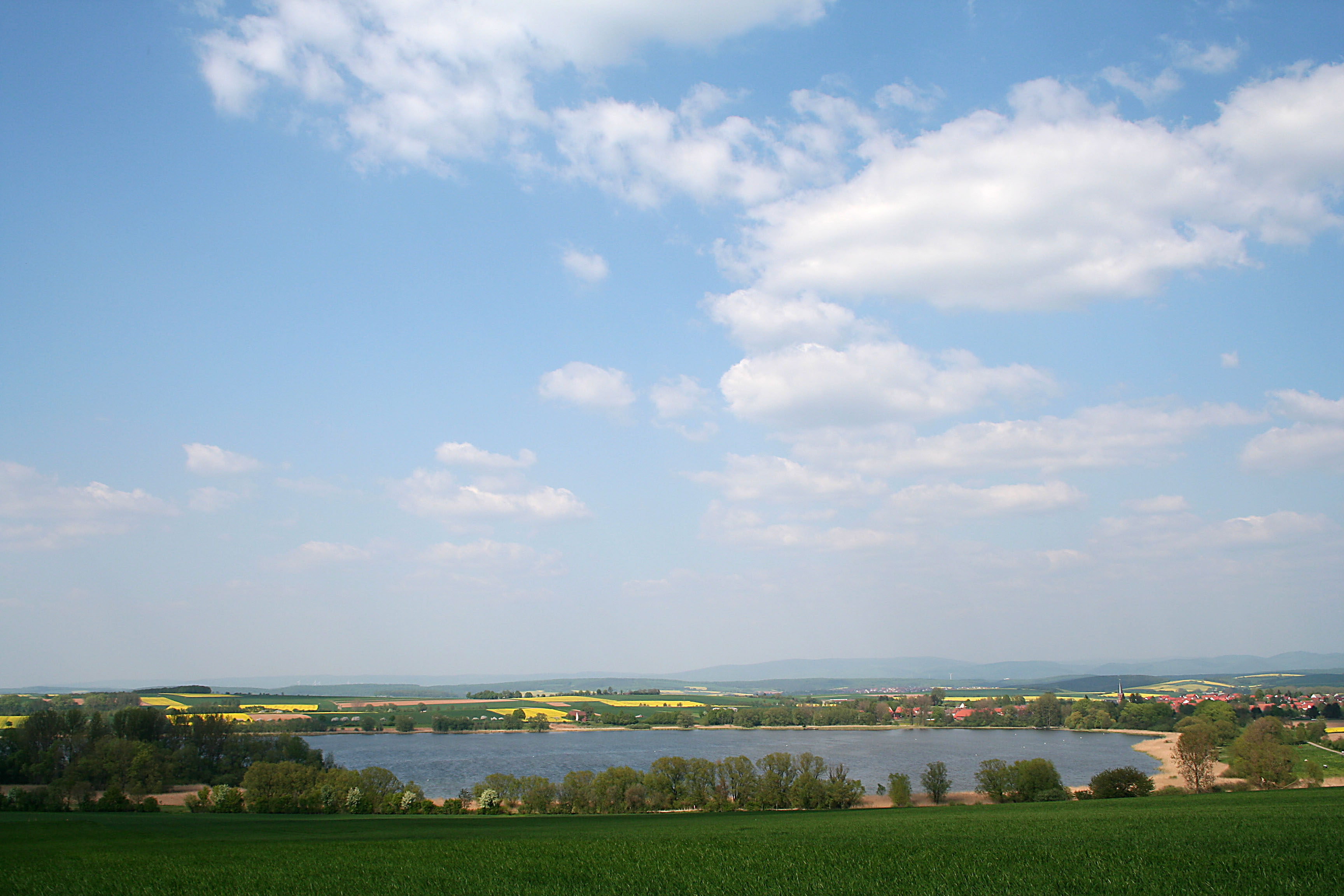
Blick über den Seeburger See (im Hintergrund rechts Bernshausen)

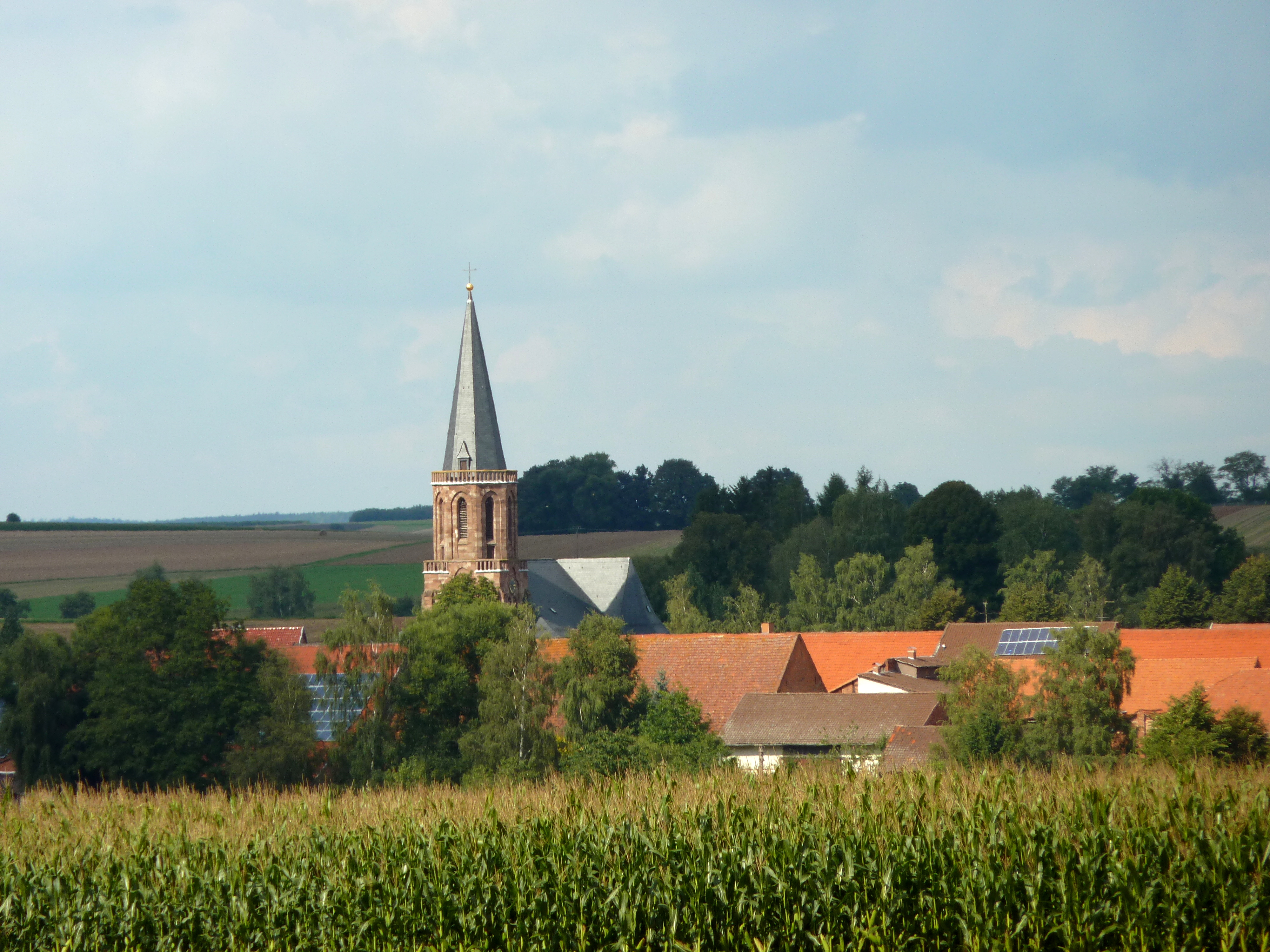
Blick über Bernshausen

Bernshausen ist ein Ortsteil der Gemeinde Seeburg im Landkreis Göttingen und gehört zum Untereichsfeld. Der Ort hat etwa 630 Einwohner.
Trotz des Namens gehört der Seeburger See komplett zu Bernshausen.

## Geographische Lage
Bernshausen liegt ungefähr sieben Kilometer nordwestlich von Duderstadt inmitten der Goldenen Mark an der Ostseite des Seeburger Sees. Die Gemarkung umfasst 5,39 km² und befindet sich im Tal der Aue,  die bei Germershausen in die Suhle, einen Zufluss der Hahle, mündet. Höchste Erhebung ist der Warteberg (ca. 190 m) nördlich des Ortes.
Seeburg liegt westlich, weitere Nachbarorte sind Wollbrandshausen im Nordosten, Germershausen im Osten und Seulingen im Süden.

## Geschichte
Einige Fundstücke aus der Gemarkung Bernshausen belegen eine Siedlungskammer in der Jungsteinzeit. Allerdings lässt sich keine kontinuierliche Besiedlung nachweisen. Ausgrabungen ergaben, dass vermutlich im 7. Jahrhundert eine Fliehburg etwa 400 m südlich des heutigen Aueauslaufs angelegt worden ist. Diese Anlage hat wahrscheinlich bis ins 12. Jahrhundert bestanden. Die erste urkundliche Erwähnung des Ortes fällt in die Zeit von 835 bis 845. Das Corveyer Güterverzeichnis in einer Abschrift aus dem Jahr 1476 belegt eine Schenkung an das Kloster Corvey in dem genannten Zeitraum. Zur Jahrtausendwende ist ein Adelshof in Bernshausen bezeugt: Im Jahr 1013 schenkte König Heinrich II. den Hof in Bernshuson dem Bistum Paderborn. Von 1250 bis in das 15. Jahrhundert traten die Mitglieder der ortsansässigen Adelsfamilie, die Ritter von Bernshausen, in verschiedenen Urkunden in Erscheinung. Diese Ritter standen in einem Lehnverhältnis zu den Grafen von Lauterberg, die am Ort zahlreichen Besitz hatten. In dieser Zeit bestand eine 1985 archäologisch untersuchte Niederungsburg vom Typ Motte südlich der Aue und in den Wiesen südlich des Dorfes. Sie befand sich auf einem künstlich aufgeworfenen Burghügel von 40 Meter Durchmesser und 4 Meter Höhe. Die Burg entstand in der ersten Hälfte des 12. Jahrhunderts und brannte um 1400 ab. Es handelte sich um einen Turmbau aus Holz-Lehm-Fachwerk.
Ab 1237 wird das Bernshäuser Landgericht erwähnt; es umfasste etwa 10 Dörfer und Wüstungen im nördlichen Eichsfeld und genoss offensichtlich hohes Ansehen beim Adel, wie mehrere urkundliche Erwähnungen belegen.
Ab Mitte des 13. Jahrhunderts lässt sich eine Adelsfamilie nachweisen, die sich nach dem Ort benannte. So treten beispielsweise Wedekin von Bernshausen 1230 und 1241, Giseler v. B. 1246, Rothart 1254 und Lippolt 1275 und 1290 auf. Letzterer besaß einen Zehnten vor Seulingen. Weitere greifbare Vertreter des Geschlechts sind Werner 1289 bis 1314; Hans und sein Bruder Luprand besaßen zwei Hufen vor Seulingen. Einige Mitglieder zogen Anfang des 14. Jahrhunderts nach Duderstadt, in dem sie es zu Reichtum und Ansehen brachten, so ist für das Jahr 1338 ein Heinrich von Bernshausen als Bürgermeister nachgewiesen. Bis in das 15. Jahrhundert spielte das Geschlecht in ihrem Hauptort und Duderstadt noch eine gewisse Rolle, bevor es schließlich ausstarb. Vorangegangen waren zahlreiche Güterveräußerungen der Familie, so verkaufte 1353 Dietrich von Bernshausen neun Morgen Land im Bruch zu Gieboldehausen an seinen Schwager Curd von Wulfen für vier Mark lötigen Silbers. Sieben Jahre später veräußerte Dietrich an selbigen Curd drei Höfe, eine Achtwort auf das Wasser zu Bernshausen, ewigen Spicker und Zins auf Rückkauf für sieben Mark lötigen Silbers. 1378 verkaufen Jutte von Bernshausen, Witwe von Hans, und ihr Sohn Hans ihr Vorwerk in Nesselröden und eine Grasnutzung in der Wüstung Nackenrode zur Hälfte an Albrecht v. B. und dessen Gemahlin Jutte für 32-einhalb Duderstädter Mark. Weitere Veräußerungen treten unter anderem auch als Schenkungen auf, so bestätigt Erzbischof Konrad III. von Mainz 1430 eine reiche Übertragung der Herren von Bernshausen an die Seeburger Rolandsherren. Dabei handelte es sich um eine jährliche Gülte von 6-einhalb Schilling eines Hofes und Hauses, 2-einhalb Vierding von einem Burghause und der dazugehörigen Stelle und Anteile an der Mühle.
Das Bernshäuser Wappen wird erstmals 1423 erwähnt: Der Duderstädter Ratsherr Werner von Bernshausen führt im Wappenschild drei Rosen auf einem rechtsgerichteten Schrägbalken.

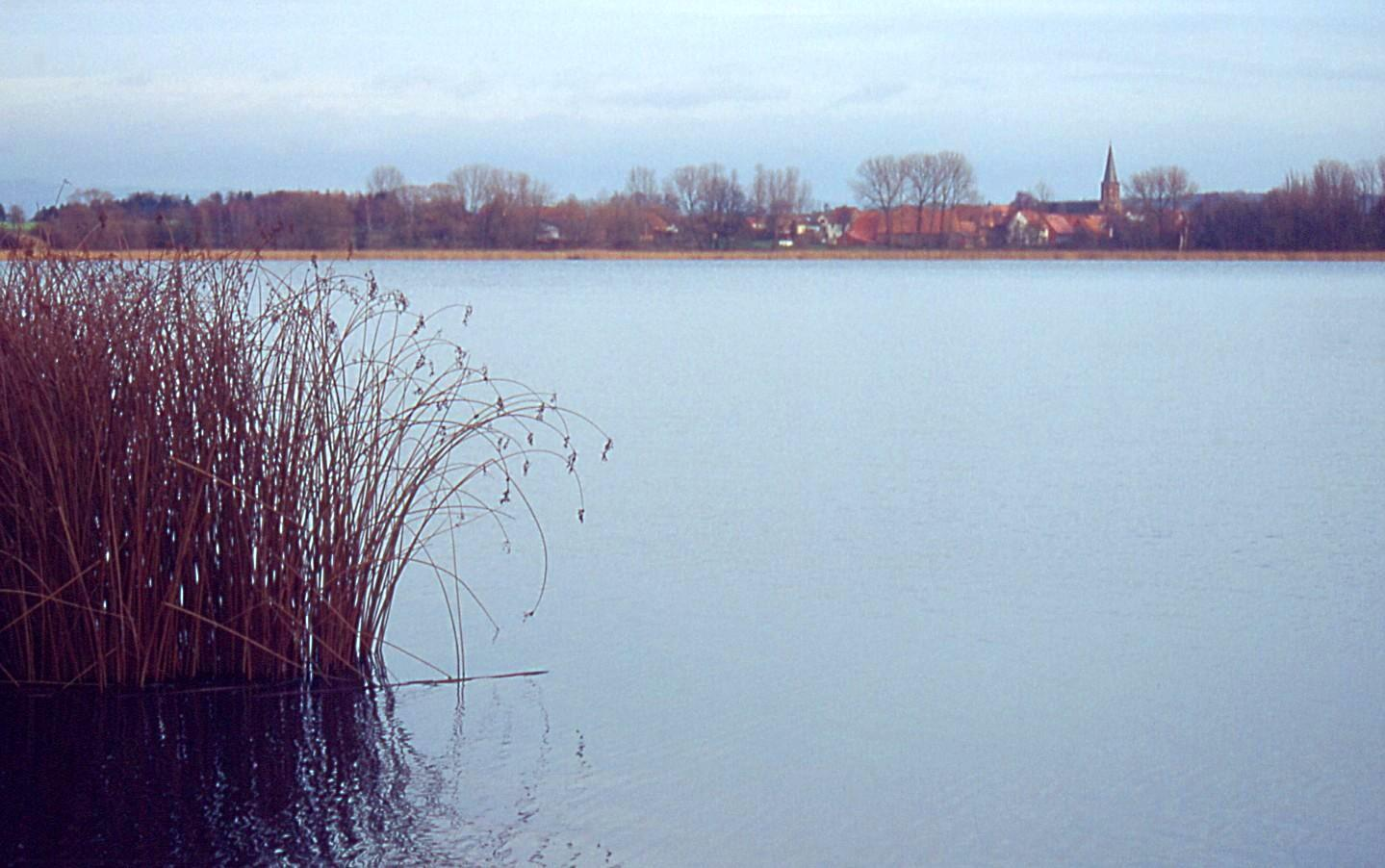
Bernshausen am winterlichen Seeburger See

Eine zunehmende Rolle spielte seit dem 14. Jahrhundert das Erzbistum Mainz. Nach anfänglichen Anteilen an der Seefischerei und dem Gericht kam nun auch Grundbesitz dazu, der ab 1454 in Form eines grundherrschaftlichen Haupthofes bewirtschaftet wurde. Mit dem ausklingenden Mittelalter verlor Bernshausen zunehmend seine Bedeutung.
In den Jahren 1438 und 1626 wurde Bernshausen im Rahmen von Kriegshandlungen zerstört; 1897 zerstörte ein Großfeuer Teile des Ortes und machte
100 Einwohner obdachlos.
Spätestens seit dem Beginn des 15. Jahrhunderts gehörte Bernshausen zum Amt Gieboldehausen, ab 1885 zum Landkreis Duderstadt. Heute ist Bernshausen Ortsteil der Gemeinde Seeburg innerhalb der Samtgemeinde Radolfshausen im Landkreis Göttingen.
Zur Gemarkung des Ortes gehört der größere Teil des Seeburger Sees, früher eine wichtige Einnahmequelle durch Fischerei und andere Nutzungen, heute Naturschutz- und Erholungsgebiet.
Bernshausen ist eines der archäologisch am besten erforschten Dörfer in Niedersachsen.
Am 1. Januar 1973 wurde Bernshausen in die Nachbargemeinde Seeburg eingegliedert.

### Gerichtswesen
Nicht nur umfangreichen Besitz beanspruchten die Grafen von Lauterberg, sondern es deutet auch vieles darauf hin, dass sie Bernshausen als Mittelpunkt ihres Herrschaftsgebietes verstanden. Die Grablege der beiden letzten Grafen Otto und Heyso von Lauterberg befand sich in der örtlichen Kirche. Daneben traten sie auch 1237 als Gerichtsherren des Gogerichts von Bernshausen auf. Der Landgerichtsplatz lag unter freiem Himmel, durchaus üblich im Mittelalter, und befand sich auf der Stelle des Lindenhofes, eines Teils der ehemaligen Curtis von Bernshausen, die an diesem Punkt leicht erhöht lag. Der Name Lindenhof lässt vermuten, dass eine Gerichtslinde sich ebenfalls dort befand.
Die gekorenen und geschworenen Richter und Gografen des Gerichts zu Bernshausen setzten sich im 14. Jahrhundert vornehmlich aus Angehörigen des umliegenden niederen Adels zusammen, u. a. sind dafür die Namen Hermann von Bernshausen (1369) und Hermann Rieme (1389–1411) genannt. Seit dem 15. Jahrhundert wird lediglich noch der Gograf als gekorener und geschworener Richter aufgeführt. Die Mainzer Hofgerichtsordnung von 1516, die Kurmainzische Untergerichtsordnung von 1534 und die Eichsfeldische Landgerichtsordnung trugen dazu bei, die Landgerichte von Bernshausen und Duderstadt in ein modernes Rechtssystem einzubinden. Im Salbuch von 1785 wird als traditioneller Tagungsort zur Haltung des Hoch- und Rügegerichts das Wirtshaus Zur Linde genannt, dort werde das Gericht durch den amtierenden Gieboldehäuser Amtsrichter und den Aktuarius gehalten, sowie durch die 13 Gerichtsschöppen. Bei Gerichtstagen hatten folgende Orte in Bernshausen ihre Pflicht zur Anwesenheit: Bernshausen, Rollshausen, Seeburg, Wollbrandshausen, Renshausen, Krebeck, Bodensee, Seulingen, Germershausen, die Hälfte des Lindauer Amtsdorfes Bilshausen, Desingerode, Esplingerode, Werxhausen und die Gieboldehäusener Wüstung Totenhausen. Jede Gemeinde stellte dabei einen Gerichtsschöppen, Renshausen bildete die Ausnahme, es wurde durch Krebeck vertreten.
Mit dem Übergang an das Königreich Preußen, das am 3. August 1802 zunächst Duderstadt und kurz darauf das gesamte Eichsfeld besetzt hatte, wurde das Gericht zu Bernshausen im folgenden Jahr aufgelöst. Preußen wurde das Eichsfeld, nach dem Reichsdeputationshauptschluss vom 24. März 1803, zugesprochen. Heute erinnern noch diverse Flurnamen, wie etwa der Galgenweg, der südlich des Seeburger Sees verläuft, an das einstmalige Landgericht.

### Wappen
Blasonierung: „In Blau ein goldener (gelber) Schrägbalken belegt mit drei fünfblättrigen roten Rosen mit (goldenen) gelben Butzen.“
Das am 18. Juni 1936 verliehene Wappen ist abgeleitet vom Wappen der Herren von Bernshausen, die drei rote Rosen in ihrem Wappen führten. Die Rose, als Zeichen für Gerechtigkeit, steht ferner für das ehemalige Gogericht von Bernshausen.

## Kultur und Sehenswürdigkeiten

### Kirche St. Peter und Paul

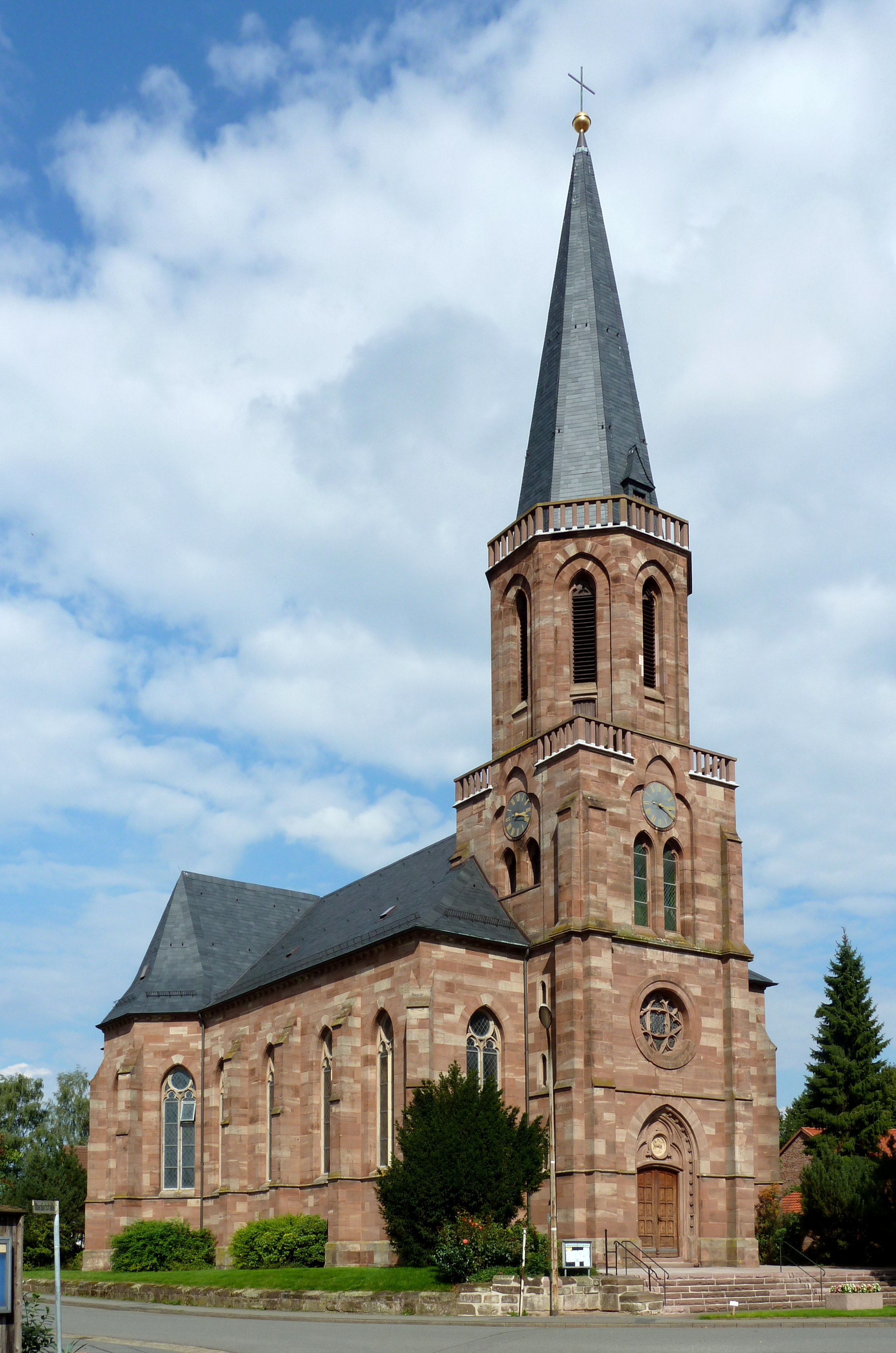
Kirche St. Peter und Paul

Die römisch-katholische Kirche St. Peter und Paul ist eine neugotische Hallenkirche aus Sandsteinquadern nach Entwurf des Kölner Architekten Vincenz Statz aus dem Jahre 1876.

### Ehemalige Curtis

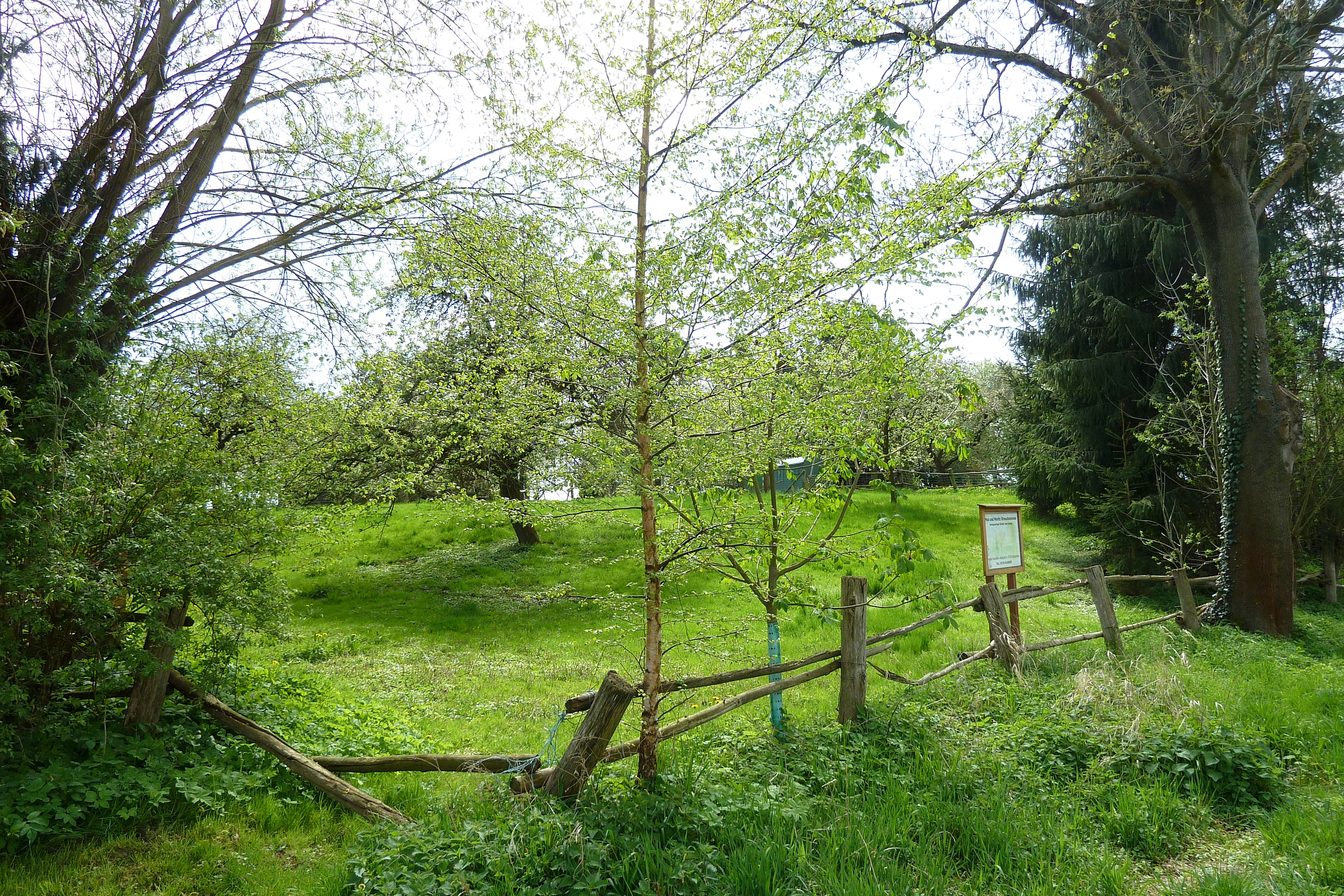
Die Curtis von Bernshausen

Die Curtis von Bernshausen wurde erstmals in einer Urkunde des Kaisers Heinrich II. erwähnt und bezeichnet einen Haupthof des sächsischen Hochadels der Immedinger, von denen bereits 845 in den Corveyer Traditionen Besitzaufzeichnungen für Bernshausen zu finden sind. Datiert wird die Existenz des Hofes von 8. bis in das 12. Jahrhundert. Die Curtis wurde ab 1988 von der Kreisdenkmalpflege Göttingen erforscht und lag unmittelbar am Seeburger See nordwestlich auf einer kleinen Insel die eine Länge von 600 m und eine maximale Breite von 180 m besaß, da der Seespiegelstand in der Zeit des Mittelalters höher lag als heute. Angegliedert der Curtis fanden sich ländliche Siedlungsbereiche und Handwerksstätten: Reste von Großbauten in Holzpfostenbauweise, kellerartig eingetiefte Grubenhäuser, einfache Vorratsgruben sowie ein steingemauerter Brunnen wurden bis ins Jahr 1996 freigelegt. Wahrscheinlich umschloss ein schmaler Sohlgraben das Hofgelände, auf dem weiterhin Materialien aus Keramik, Metall, Knochen, Stein und verkohlte paläobotanische Reste ausgegraben wurden. Durch diese Funde schließt man, dass das damalige örtliche Handwerk, bestehend aus Eisen- und Bleiverarbeitung, Knochenschnitzerei und Weberei, Fernbeziehungen nach Thüringen und Nordhessen besaß. Im südlichen Teil der Insel, die Curtis lang im nordwestlichen Teil, stand in 300 m Entfernung eine aufwendig gebaute Wehranlage. Man entdeckte sie 1980 und bestimmte zwei Bauphasen, von denen die erste ins 7. bis 10. Jahrhundert datiert wird, während die zweite Phase ab dem 10. Jahrhundert durch einen Neubau realisiert wurde. In der ersten Phase in der 1. Hälfte des 7. Jhs. wurde eine aus einem Spitzgraben und einem Wall oder einer Holz-Erde-Mauer bestehende Befestigung errichtet, die das damals noch als Halbinsel ausgeformte Gelände nach Osten abgrenzte. In der zweiten Phase, die von 800 bis zum 10. Jh. dauerte, ist der Graben als Sohlgraben erneuert worden. Danach ist die Halbinsel überflutet worden und in der Folge die große Bernshäuser Insel entstanden. Bis um 1100 wurde über der eingeebneten Befestigung eine steinerne Ringmauer errichtet. Nach 1150 wurde die Burg aufgegeben, nordöstlich von ihr entstand ein kleiner Siedlungsplatz.

## Wirtschaft und Infrastruktur
Eine besondere Rolle spielte in Bernshausen seit jeher die Viehwirtschaft und der damit verbundene hohe Vieh- und Pferdebestand. Der Pferdebestand ging unter der Hoheit des Königreichs Westpfahlen stark zurück. Bis zum Ende des 19. Jahrhunderts nahm die Bedeutung der Viehwirtschaft nochmals zu. Der ausgedehnte Weidebetrieb wurde vorwiegend von den Kuh-, Kälber-, Fohlen-, Schweine- und Gänsehirten bestritten, sowie den Schäfern. Vielfach kam es bei dem Hüten zu Unstimmigkeiten und Prozessen, obwohl dem genaue Regelungen festgeschrieben waren.
Eine weitere Besonderheit stellte die Löffelschnitzerei dar. Ein Nachfahre des 1690 verstorbenen Schullehrers Heinrich Ilman, Georg Ilemann, fand zu Beginn des 19. Jahrhunderts eine Anstellung als Schweinehirt in Landolfshausen. Beim Hüten auf dem Westerberg erlernte er die Kunst der Schnitzerei. Ab 1833 intensivierte er die Schnitzerei, fertigte auf diese Weise Löffel, hauptsächlich aus Ahornholz und verkaufte sie für 4 Pfennige das Stück. Das Holz wurde vorwiegend aus den Radolfshäuser und Göttinger Waldungen bezogen. Nachdem Georg Ilemann 1882 verstarb, erlernten seine drei Söhne ebenfalls die Kunst der Schnitzerei und übten diese Tätigkeit als Nebengewerbe aus. Bis in die 1930er Jahre wurde dieses Gewerbe fortgeführt, man fertigte Löffel, Butterflöten, Butterkeulen, Kellen, Ruhrlöffel und ähnliche Geräte und vertrieb diese Artikel mittels Eichsfelder Hausierer, sowie Kaufleuten aus Göttingen, Elze, Hildesheim und Hannover.